# Samoa aux Jeux olympiques d'été de 2004
Les Samoa ont envoyé 3 athlètes aux Jeux olympiques de 2004 à Athènes en Grèce.

## Résultats

### Athlétisme
lancer du disque homme :
- Shaka Sola : 36e place au classement final

lancer du javelot femme :
- Patsy Selafina Akeli : 44e place au classement final

### Haltérophilie
77 kg homme :
- Uati Maposua : 21e place au classement final

## Officiels
- Président : Leao Akeripa Toalepaialii
- Secrétaire général : Tupuola Vaa Potoi